# 15 Big Ones
15 Big Ones (nl: 15 Groten) is een muziekalbum van de Amerikaanse rockband The Beach Boys. De titel is een knipoog naar de vijftien nummers op het album en de 15-jarige geschiedenis van de band sinds 1961. Het album werd geproduceerd door Brian Wilson. Het album kwam uit op 5 juli 1976. De LP was het eerste album van de band met Brian Wilson als enige producer sinds Pet Sounds uit 1966. Het album kwam 3 jaar na Holland uit. Het album bevat covers en originelen. Het kwam uit op Brothers/Reprise. Het is het 20ste Beach Boys album.

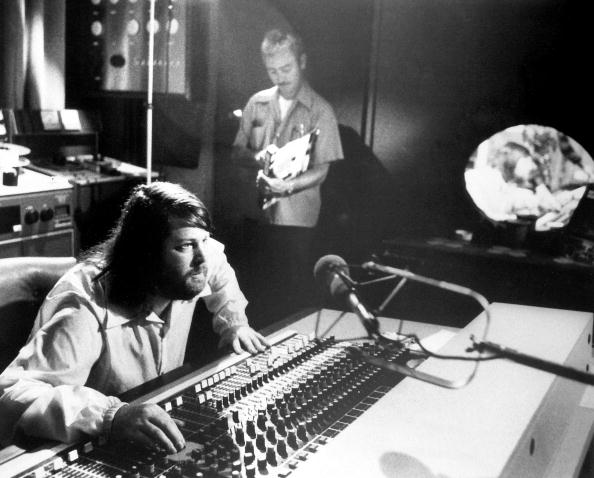
Brian Wilson werkend in de studio 1976.

## Nummers
| Nr. | Titel                         | Leadstem                                               | Duur |
| --- | ----------------------------- | ------------------------------------------------------ | ---- |
| 1.  | Rock and roll music           | Mike Love                                              | 2:29 |
| 2.  | It's O.K.                     | Love, Dennis Wilson                                    | 2:12 |
| 3.  | Had to Phone Ya               | Love, Al Jardine, D. Wilson, Carl Wilson, Brian Wilson | 1:43 |
| 4.  | Chapel of Love                | B. Wilson                                              | 2:34 |
| 5.  | Everyone's in Love with You   | Love                                                   | 2:42 |
| 6.  | Talk to Me/Tallahassee Lassie | C. Wilson                                              | 2:14 |
| 7.  | That Same Song                | B. Wilson                                              | 2:16 |
| 8.  | T M Song                      | Jardine                                                | 1:34 |

| 1.                 | Palisades Park            | C. Wilson            | 2:27 |
| 2.                 | Susie Cincinnati          | Jardine              | 2:57 |
| 3.                 | A Casual Look             | Love, Jardine        | 2:45 |
| 4.                 | Blueberry Hill            | Love                 | 3:01 |
| 5.                 | Back Home                 | B. Wilson            | 2:49 |
| 6.                 | In the Still of the Night | D. Wilson            | 3:03 |
| 7.                 | Just Once in My Life      | C. Wilson, B. Wilson | 3:47 |
| Totale duur: 39:20 |                           |                      |      |